# توري لان
توري لان (بالإنجليزية: Tory Lane)‏ ولدت باسم ليزا بياسيكي في 30 سبتمبر 1982، هي عارضة أمريكية وراقص تعري، ممثلة إباحية ومخرجة أفلام.
اشتهرت توري لان بعدما كان اسمها ضمن قائمة أشهر وأفضل عشرين ممثلة إباحية حسب ما جاء في موقع أديلتكون عام 2007 كما سبق لها الفوز بجائزتي إي في إن في فئتين مختلفتين، وقد تم تكريمها في قاعة مشاهير آي في إن عام 2017 باعتبارها رائدة في هذا المجال وساهمت بشكل كبير في إظهاره وإنجاحه.

## النشأة والمسيرة المهنية

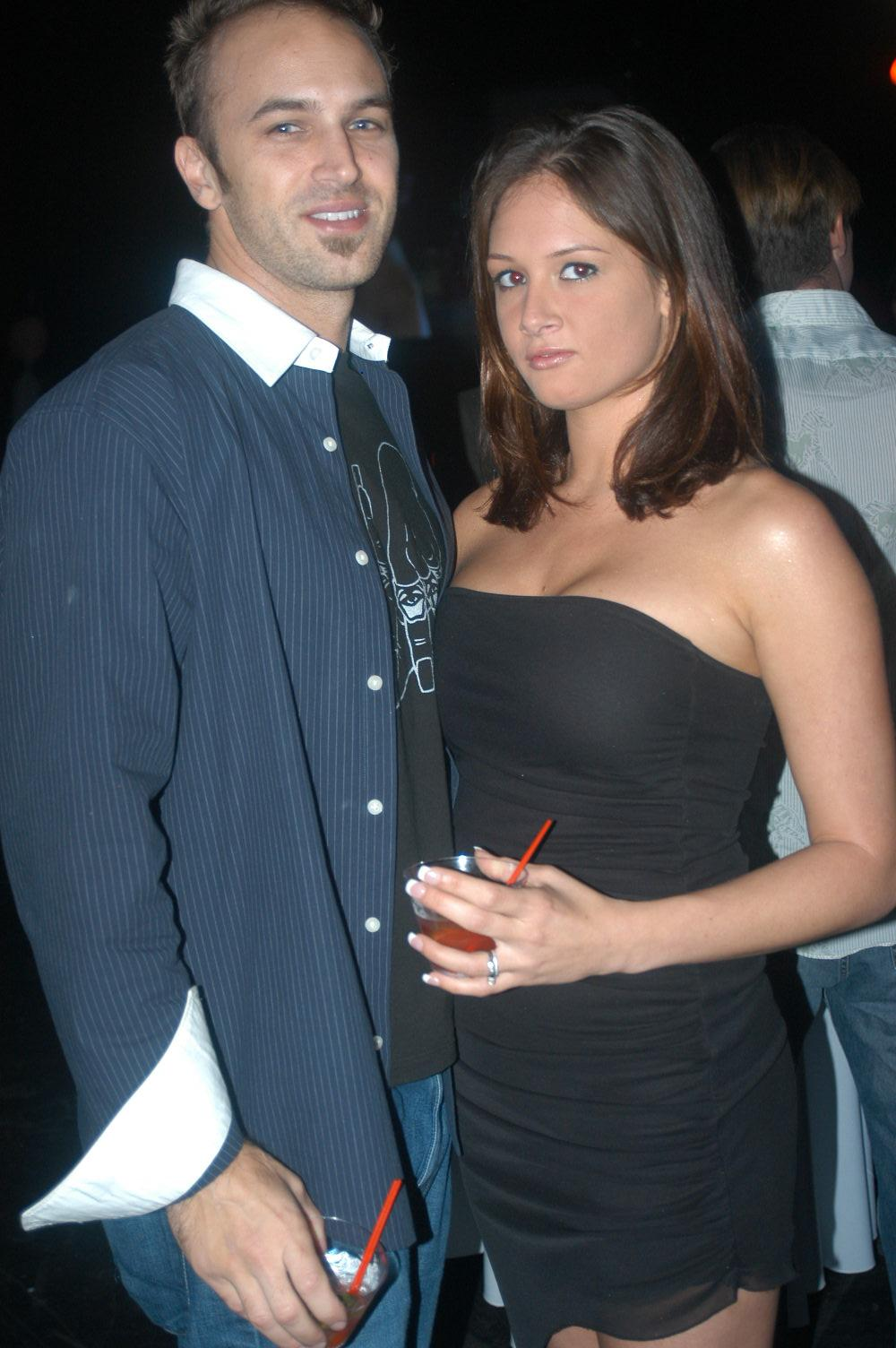
توري لان مع شريكها السابق ريك شايمليس عام 2005

ولدت لين في سكنيكتادي (نيويورك)، وتعود أصولها للعرق الإيطالي-البولندي. عملت كنادلة في ناد يدعى إلبو رووم. كما عملت في متجر البضائع الجنسية قبل أن تنتقل للعمل في نوادي التعري في ولاية فلوريدا.
بدأت لين مسيرتها المهنية في عالم الإباحية في 2004 حيث تعرفت في ولاية فلوريدا على مخرج أفلام إباحية يُدعى بيتر نورت فذهب بها إلى كاليفورنيا وهناك وقعت على عقد مع شركة لا ديركت موديلز، أما أول مشاهدها الإباحية فكان في فيلم إباحي مع الممثلين الإباحيين الآخرين بن إنجلش وماركو في عام 2004.
منذ أن اقتحمت توي لان عالم صناعة أفلام الكبار ظهرت في أكثر من 600 فيلم بغض النظر عن المشاهد القصيرة والفيديوهات على النت. في أيار/مايو 2007 وقعت لين عقد لمدة عامين مع سين سيتي وقد شمل العقد تمثيلها وإخراجها للأفلام من صنف العري في نفس الوقت. عاودت توي الظهور مجددا لكن هذه المرة بقوة؛ حيث ظهرت في الموسم الثاني من المسلسل التلفزيوني التابع لمجلة بلاي بوي جينا نجم الجنس الأمريكي؛ وقد وصلت فيه إلى النهائيات لكنها خسرته وفقدت بذلك الجائزة في الجولة الأخيرة.

## الحياة الشخصية
لين هي صديق مقربة من الممثلة الإباحية الأخرى جنيفر كيتشمان التي ذكرت في مذكراتها المعنونة بـ أنا جيني أن تويل لان لم تكن لتعمل في هذا المجال لولا حاجتها الماسة للمال؛ كما ذكرت أنها تعمل بجد في هذه الصناعة لتوفير المال اللازم لدراسة شقيقتها الصغرى ولتحصل على الاستقلال الذاتي والمالي، ووصفتها _في نفس المذكرات_ بأنها «واحدة من عدد القليلين الذين عملن بكد في هذا المجال وساهموا بشكل كبير في تطويره».
في شباط/فبراير عام 2015، تم القبض على لين وإنزالها من الطائرة التابعة لخطوط دلتا الجوية وذلك بتهمة مهاجمة أعضاء طاقم الطائرة والركاب الآخرين، وقد صرحت في وقت لاحق مؤكدة على انها قد رفعت دعوى قضائية ضد مضيفات الطائرة بسبب التهجم والتنمر عليها خلال الرحلة.

## الجوائز
| العام | الجائزة        | الفئة                           | الفيلم            | النتيجة |
| ----- | -------------- | ------------------------------- | ----------------- | ------- |
| 2007  | أديلتكون       | ضمن أشهر وأفضل 20 ممثلة إباحية  | —                 | —       |
| 2009  | جوائز آي في إن | أفضل مشهد جنسي                  | الرؤية المزدوجة 2 | فوز     |
| 2010  | جوائز آي في إن | أفضل مشهد جنسي جماعي            | 2040              | فوز     |
| 2017  | جائزة آي في إن | قاعة المشاهير التابعة لآي في إن | —                 | —       |

## روابط خارجية
- توري لان على موقع IMDb (الإنجليزية)
- توري لان على موقع ألو سيني (الفرنسية)
- توري لان على موقع قاعدة بيانات الفيلم (الإنجليزية)
- توري لان على موقع كينوبويسك (الروسية)